# ChievoVerona Valpo 2018-2019
Questa voce raccoglie le informazioni riguardanti la Società Sportiva Dilettantistica ChievoVerona Valpo nelle competizioni ufficiali della stagione 2018-2019.

## Stagione
La stagione si apre ufficialmente il 1º luglio 2018, con l'apertura calciomercato estivo. Già durante il mese di giugno il sito ufficiale della società annuncia il rinnovo del tecnico Diego Zuccher alla guida della squadra e successivamente sottolinea una maggiore sinergia con l'A.C. ChievoVerona che si concretizza con l'iscrizione al campionato di Serie A 2018-2019 con la nuova denominazione SSD ChievoVerona Valpo. La squadra rafforza il proprio organico tesserando calciatrici d'esperienza provenienti quasi integralmente da Mozzanica e Sassuolo.
A fine campionato, la squadra chiude al 9º posto.

## Divise e sponsor
L'accordo societario con il ChievoVerona influisce anche nella tenuta da gioco, adottando quella della squadra maschile. Lo sponsor tecnico e fornitore dell'abbigliamento sportivo è Givova.
| Casa | Trasferta | Terza tenuta |

## Organigramma societario
Organigramma tratto dal sito ufficiale della società, aggiornato al 5 agosto 2018.
Area amministrativa
- Presidente: Flora Bonafini
- Dirigente: Sara Capovilla
- Dirigente: Elena Cassani
- Dirigente: Federica Chinello
- Dirigente: Giulia Semenzin
- Responsabile comunicazione: Federica Vilio
- Ufficio Stampa: Alberto Cristani

Area sportiva
- Responsabile area tecnica e settore giovanile: Antonella Formisano
- Responsabile area tecnica e Primavera: Daniele Signori

Area tecnica
- Allenatore: Emiliano Bonazzoli (fino alla 10ª giornata Diego Zuccher)
- Allenatore in seconda: Mattia Pasotto
- Preparatore dei portieri: Luca Bittante
- Collaboratore tecnico: Manuel Pignatelli
- Collaboratore tecnico: Sara Zanotti

Area sanitaria
- Massofisioterapista: Massimiliano Bighellini
- Fisioterapista: Emilio Telluri

## Rosa
Rosa, ruoli e numeri di maglia come da sito ufficiale aggiornati al 3 novembre 2018.
| N. |                   | Ruolo | Calciatrice               |
| -- | ----------------- | ----- | ------------------------- |
| 1  | Italia (bandiera) | P     | Alessia Gritti            |
| 2  | Italia (bandiera) | C     | Penelope Riboldi          |
| 3  | Italia (bandiera) | D     | Michela Ledri             |
| 4  | Italia (bandiera) | D     | Isabella Olivini          |
| 5  | Italia (bandiera) | D     | Eleonora Salamon          |
| 6  | Italia (bandiera) | D     | Sofia Zamarra             |
| 7  | Italia (bandiera) | C     | Debora Mascanzoni         |
| 8  | Italia (bandiera) | A     | Marta Mason               |
| 9  | Italia (bandiera) | C     | Silvia Fuselli            |
| 10 | Italia (bandiera) | A     | Valentina Boni (capitano) |
| 11 | Italia (bandiera) | A     | Valeria Pirone            |
| 13 | Italia (bandiera) | D     | Giorgia Motta             |
| 14 | Italia (bandiera) | C     | Sara Tardini              |
| 16 | Italia (bandiera) | P     | Asia Sargenti             |

| N. |                    | Ruolo | Calciatrice             |
| -- | ------------------ | ----- | ----------------------- |
| 17 | Italia (bandiera)  | A     | Stefania Tarenzi        |
| 18 | Italia (bandiera)  | A     | Chiara Micheli          |
| 21 | Italia (bandiera)  | D     | Daiana Mascanzoni       |
| 23 | Italia (bandiera)  | D     | Lisa Faccioli           |
| 25 | Romania (bandiera) | P     | Bianca Mihaela Raicu    |
| 26 | Italia (bandiera)  | D     | Marta Varriale          |
| 27 | Italia (bandiera)  | D     | Stefania Zanoletti      |
| 73 | Italia (bandiera)  | A     | Giorgia Marchiori       |
| 77 | Italia (bandiera)  | C     | Rossella Sardu          |
| 90 | Italia (bandiera)  | C     | Eleonora Prost          |
|    | Romania (bandiera) | D     | Irina Alexandra Tunoaia |
|    | Italia (bandiera)  | C     | Marta Maffei            |
|    | Italia (bandiera)  | A     | Giorgia Marchiori       |

## Calciomercato

### Sessione estiva
| Acquisti | Acquisti           | Acquisti  | Acquisti   |
| R.       | Nome               | da        | Modalità   |
| -------- | ------------------ | --------- | ---------- |
| P        | Bianca Raicu       | Torino    | definitivo |
| P        | Asia Sargenti      | Verona    |            |
| D        | Michela Ledri      | Mozzanica | definitivo |
| D        | Giorgia Motta      | Mozzanica | definitivo |
| D        | Stefania Zanoletti | Sassuolo  | definitivo |
| C        | Eleonora Prost     | Sassuolo  | definitivo |
| C        | Sara Tardini       | Sassuolo  | definitivo |
| A        | Valeria Pirone     | Mozzanica | definitivo |
| A        | Stefania Tarenzi   | Sassuolo  | definitivo |

| Cessioni | Cessioni           | Cessioni            | Cessioni   |
| R.       | Nome               | a                   | Modalità   |
| -------- | ------------------ | ------------------- | ---------- |
| P        | Giulia Meleddu     | Fortitudo Mozzecane | definitivo |
| D        | Nenè Nhaga Bissoli | ???                 | svincolata |
| C        | Alexa Benincaso    | Fortitudo Mozzecane | definitivo |
| C        | Madison Solow      | ???                 | svincolata |
| A        | Katia Coppola      | ???                 | svincolata |
| A        | Riikka Hannula     | Sassuolo            | definitivo |
| A        | Arianna Montecucco | San Zaccaria        | svincolata |

## Risultati

### Serie A

#### Girone di andata
| Arbitro: | Mattia Caldera (Como) |

|                                                                |           |  |
| Bonansea 5’ Girelli 33’, 68’ Aluko 40’ Sanderson 50’ Galli 56’ | Marcatori |  |

| Arbitro: | Tommaso Zamagni (Cesena) |

|                                |           |              |
| Tarenzi 53’ De. Mascanzoni 90’ | Marcatori | 21’ Quazzico |

| Arbitro: | Andrea Bianchini (Perugia) |

|                            |           |                 |
| Salvatori Rinaldi 60’, 69’ | Marcatori | 31’ (rig.) Boni |

| Arbitro: | Matteo Dallapiccola (Trento) |

|  |           |                                         |
|  | Marcatori | 20’, 53’, 65’ Bonetti 28’, 40’ Clelland |

| Arbitro: | Ivan Catallo (Frosinone) |

|  |           |                           |
|  | Marcatori | 17’, 87’ Boni 34’ Tarenzi |

| Arbitro: | Marco Sicurello (Seregno) |

|           |           |             |
| Sardu 78’ | Marcatori | 40’ Giurgiu |

| Arbitro: | Marino Rinaldi (Messina) |

|                                                                                  |           |             |
| Ciccotti 15’ Serturini 41’, 66’ Bartoli 57’ Greggi 71’ Lipman 73’ Di Criscio 77’ | Marcatori | 27’ Tarenzi |

| Arbitro: | Francesco Croce (Novara) |

|                               |           |                                  |
| De. Mascanzoni 49’ Pirone 75’ | Marcatori | 57’ Ferin 61’ Kollanen 81’ Eržen |

| Arbitro: | Dario Di Francesco (Ostia Lido) |

|                                                        |           |             |
| Fusar Poli 4’ Colombo 15’, 53’ Stracchi 47’ Codecà 73’ | Marcatori | 26’ Tarenzi |

| Arbitro: | Luigi Catanoso (Reggio Calabria) |

|                                                                       |           |                           |
| Rus 16’, 70’ Dupuy 36’, 51’, 55’, 60’ Pasini 74’, 90+4’ Meneghini 85’ | Marcatori | 27’, 82’ Tarenzi 69’ Boni |

| Arbitro: | Simone Piazzini (Prato) |

|                       |           |                                                  |
| Tarenzi 65’ Motta 72’ | Marcatori | 8’, 15’ Giacinti 29’, 51’ Sabatino 89’ Giugliano |

#### Girone di ritorno
| Arbitro: | Graziella Pirriatore (Bologna) |

|  |           |                       |
|  | Marcatori | 59’ Aluko 71’ Glionna |

| Bitetto 12 gennaio 2019, ore 14:30 CET 13ª giornata                       | Pink Sport Time | 3 – 1 referto | ChievoVerona Valpo | Stadio Antonio Antonucci |
| \| \| \| \| \| Luijks 9’ Lázaro 13’, 90+1’ \| Marcatori \| 10’ Tarenzi \| |                 |               |                    |                          |
|                                                                           |                 |               |                    |                          |
| Luijks 9’ Lázaro 13’, 90+1’                                               | Marcatori       | 10’ Tarenzi   |                    |                          |

| Arbitro: | Mattia Caldera (Como) |

|                                                     |           |  |
| Pirone 11’, 76’ Tarenzi 39’, 54’ De. Mascanzoni 88’ | Marcatori |  |

| Arbitro: | Giacomo Monaco (Termoli) |

|                    |           |  |
| Philtjens 51’, 72’ | Marcatori |  |

| Arbitro: | Simone Galipò (Firenze) |

|                                 |           |              |
| Tarenzi 32’ Boni 37’ Pirone 71’ | Marcatori | 10’ L. Merli |

| Arbitro: | Stefano Nicolini (Brescia) |

|  |           |            |
|  | Marcatori | 40’ Pirone |

| Arbitro: | Giorgio Vergaro (Bari) |

|  |           |                                                          |
|  | Marcatori | 1’ Zecca 13’, 21’ Serturini 84’ Piemonte 90+3’ Simonetti |

| Arbitro: | Marino Rinaldi (Messina) |

|                                                |           |                         |
| Camporese 53’ Kollanen 75’ Faccioli 83’ (aut.) | Marcatori | 64’ Fuselli 70’ Tarenzi |

| Arbitro: | Luca Baldelli (Reggio Emilia) |

|                         |           |                                |
| Pirone 28’ Faccioli 67’ | Marcatori | 6’ Pellegrinelli 77’ Anghileri |

| Arbitro: | Niccolò Turrini (Firenze) |

|  |           |            |
|  | Marcatori | 39’ Pasini |

| Arbitro: | Valerio Crezzini (Siena) |

|                 |           |                        |
| Alborghetti 82’ | Marcatori | 48’ Pirone 67’ Tarenzi |

### Coppa Italia
| Arbitro: | Restaldo (Ivrea) |

|                    |           |  |
| Ferrato 61’ (rig.) | Marcatori |  |

## Statistiche

### Statistiche di squadra
| Competizione | Punti | In casa | In casa | In casa | In casa | In casa | In casa | In trasferta | In trasferta | In trasferta | In trasferta | In trasferta | In trasferta | Totale | Totale | Totale | Totale | Totale | Totale | DR  |
| Competizione | Punti | G       | V       | N       | P       | Gf      | Gs      | G            | V            | N            | P            | Gf           | Gs           | G      | V      | N      | P      | Gf     | Gs     | DR  |
| ------------ | ----- | ------- | ------- | ------- | ------- | ------- | ------- | ------------ | ------------ | ------------ | ------------ | ------------ | ------------ | ------ | ------ | ------ | ------ | ------ | ------ | --- |
| Serie A      | 20    | 11      | 3       | 2       | 6       | 17      | 26      | 11           | 3            | 0            | 8            | 15           | 38           | 22     | 6      | 2      | 14     | 32     | 64     | -32 |
| Coppa Italia | -     | 0       | 0       | 0       | 0       | 0       | 0       | 1            | 0            | 0            | 1            | 0            | 1            | 1      | 0      | 0      | 1      | 0      | 1      | -1  |
| Totale       | -     | 11      | 3       | 2       | 6       | 17      | 26      | 12           | 3            | 0            | 9            | 15           | 39           | 23     | 6      | 2      | 15     | 32     | 65     | -43 |

### Andamento in campionato
| Giornata  | 1 | 2 | 3 | 4 | 5 | 6 | 7 | 8 | 9  | 10 | 11 | 12 | 13 | 14 | 15 | 16 | 17 | 18 | 19 | 20 | 21 | 22 |
| --------- | - | - | - | - | - | - | - | - | -- | -- | -- | -- | -- | -- | -- | -- | -- | -- | -- | -- | -- | -- |
| Luogo     | T | C | T | C | T | C | T | C | T  | T  | C  | C  | T  | C  | T  | C  | T  | C  | T  | C  | C  | T  |
| Risultato | P | V | P | P | V | N | P | P | P  | P  | P  | P  | P  | V  | P  | V  | V  | P  | P  | N  | P  | V  |
| Posizione | 8 | 7 | 9 | 9 | 8 | 9 | 9 | 9 | 10 | 10 | 10 | 10 | 11 | 10 | 10 | 10 | 9  | 9  | 9  | 9  | 10 | 9  |

Legenda:

Luogo: C = Casa; T = Trasferta. Risultato: V = Vittoria; N = Pareggio; P = Sconfitta.

### Statistiche delle giocatrici
| Giocatore      | Serie A  | Serie A | Serie A     | Serie A    | Coppa Italia | Coppa Italia | Coppa Italia | Coppa Italia | Totale   | Totale | Totale      | Totale     |
| Giocatore      | Presenze | Reti    | Ammonizioni | Espulsioni | Presenze     | Reti         | Ammonizioni  | Espulsioni   | Presenze | Reti   | Ammonizioni | Espulsioni |
| -------------- | -------- | ------- | ----------- | ---------- | ------------ | ------------ | ------------ | ------------ | -------- | ------ | ----------- | ---------- |
| V. Boni        | 22       | 5       | 3           | 0          | 1            | 0            | 0            | 0            | 23       | 5      | 3           | 0          |
| L. Faccioli    | 11       | 1       | 5           | 0          | 0            | 0            | 0            | 0            | 11       | 1      | 5           | 0          |
| S. Fuselli     | 21       | 1       | 3           | 1          | 1            | 0            | 0            | 0            | 22       | 1      | 3           | 1          |
| A. Gritti      | 10       | -29     | 1           | 0          | -            | -            | -            | -            | 10       | -29    | 1           | 0          |
| M. Ledri       | 22       | 0       | 0           | 0          | 1            | 0            | 0            | 0            | 23       | 0      | 0           | 0          |
| M. Maffei      | 0        | 0       | 0           | 0          | -            | -            | -            | -            | 0        | 0      | 0           | 0          |
| G. Marchiori   | 0        | 0       | 0           | 0          | -            | -            | -            | -            | 0        | 0      | 0           | 0          |
| Da. Mascanzoni | 7        | 0       | 1           | 0          | 0            | 0            | 0            | 0            | 7        | 0      | 1           | 0          |
| De. Mascanzoni | 21       | 3       | 2           | 1          | 0            | 0            | 0            | 0            | 21       | 3      | 2           | 1          |
| M. Mason       | 12       | 0       | 0           | 0          | 1            | 0            | 0            | 0            | 13       | 0      | 0           | 0          |
| C. Micheli     | 1        | 0       | 0           | 0          | -            | -            | -            | -            | 1        | 0      | 0           | 0          |
| G. Motta       | 16       | 1       | 0           | 0          | 1            | 0            | 0            | 0            | 17       | 1      | 0           | 0          |
| I. Olivini     | 0        | 0       | 0           | 0          | -            | -            | -            | -            | 0        | 0      | 0           | 0          |
| V. Pirone      | 22       | 7       | 2           | 0          | -            | -            | -            | -            | 22       | 7      | 2           | 0          |
| E. Prost       | 13       | 0       | 0           | 0          | 1            | 0            | 0            | 0            | 14       | 0      | 0           | 0          |
| B. Raicu       | 3        | -10     | 0           | 0          | 1            | -1           | 0            | 0            | 4        | -11    | 0           | 0          |
| P. Riboldi     | 13       | 0       | 0           | 0          | -            | -            | -            | -            | 13       | 0      | 0           | 0          |
| G. Rizzioli    | 0        | 0       | 0           | 0          | -            | -            | -            | -            | 0        | 0      | 0           | 0          |
| E. Salamon     | 9        | 0       | 0           | 0          | 1            | 0            | 0            | 0            | 10       | 0      | 0           | 0          |
| R. Sardu       | 21       | 1       | 3           | 0          | 1            | 0            | 0            | 0            | 22       | 1      | 3           | 0          |
| A. Sargenti    | 9        | -25     | 0           | 0          | 1            | 0            | 0            | 0            | 10       | -25    | 0           | 0          |
| S. Tardini     | 13       | 0       | 1           | 0          | 1            | 0            | 0            | 0            | 14       | 0      | 1           | 0          |
| S. Tarenzi     | 20       | 13      | 0           | 0          | 1            | 0            | 0            | 0            | 21       | 13     | 0           | 0          |
| I.A. Tunoaia   | 1        | 0       | 0           | 0          | -            | -            | -            | -            | 1        | 0      | 0           | 0          |
| M. Varriale    | 10       | 0       | 4           | 0          | 0            | 0            | 0            | 0            | 10       | 0      | 4           | 0          |
| S. Zamarra     | 5        | 0       | 0           | 0          | 1            | 0            | 0            | 0            | 6        | 0      | 0           | 0          |
| S. Zanoletti   | 13       | 0       | 3           | 0          | 1            | 0            | 1            | 0            | 14       | 0      | 4           | 0          |

## Giovanili

### Piazzamenti
- Primavera:
  - Campionato: in corso di svolgimento
- Under-15:
  - Campionato: da disputare